# Heil dir im Siegerkranz
«Heil dir im Siegerkranz» (укр. Слався ти в вінці переможнім) — гімн Німецької імперії (1871—1918) та Королівства Пруссія (1795—1918). Мелодія гімну запозичена від британського гімну «Боже, бережи короля!». Текст був адаптований із данського тексту на честь короля Крістіана VII.

## Історія
Мелодія до гімну була запозичена в британського гімну «Боже, бережи короля!».
1790 року Генріх Гарріс написав текст гімну, щоправда, на честь короля Данії Крістіана VII. В оригіналі рядок «Heil Kaiser, dir!» звучав як «Heil Christian, dir!».
1793 року Бальтазар Ґергард Шумахер адаптував текст Гарріса до німецької мови. Він замінив слово «Christian» на «König» (укр. Король). 1795 року король Пруссії Фрідріх-Вільгельм III затвердив мелодію та слова як державний гімн Пруссії. Після утворення Німецької імперії 1871 року слово «König» було замінене на «Kaiser» (укр. Цісар).
Через схожість мелодії з музикою до британського гімну композиція «Heil dir im Siegerkranz» не була визнана як гімн у південних провінціях об'єднаної Німеччини, як-от Баварії, Вюртембергу.
1914 року, після початку Першої світової війни, в якій Німеччина разом з Центральними державами воювала проти Антанти, до якої входила і Велика Британія, композитор Г'юґо Каун запропонував змінити мелодію гімну, проте його пропозиція не була втілена.
Після розпаду Німецької імперії утворилася Ваймарська республіка, гімном якої стала «Пісня німців», що використовується й дотепер.

## Текст
| I. Heil dir im Siegerkranz, Herrscher des Vaterlands! Heil, Kaiser, dir! 𝄆 Fühl in des Thrones Glanz Die hohe Wonne ganz, Liebling des Volks zu sein! Heil Kaiser, dir! 𝄇 II. Nicht Roß, nicht Reisige Sichern die steile Höh’, Wo Fürsten stehn: 𝄆 Liebe des Vaterlands, Liebe des freien Manns Gründen den Herrschers Thron Wie Fels im Meer. 𝄇 III. Heilige Flamme, glüh’, Glüh’ und erlösche nie Für's Vaterland! 𝄆 Wir alle stehen dann Mutig für einen Mann, Kämpfen und bluten gern Für Thron und Reich! 𝄇 IV. Handlung und Wissenschaft Hebe mit Mut und Kraft Ihr Haupt empor! 𝄆 Krieger und Heldenthat Finde ihr Lorbeerblatt Treu aufgehoben dort, An deinem Thron! 𝄇 V. Sei, Kaiser Wilhelm, hier Lang deines Volkes Zier, Der Menschheit Stolz! 𝄆 Fühl in des Thrones Glanz, Die hohe Wonne ganz, Liebling des Volks zu sein! Heil, Kaiser, dir! 𝄇 |